# Molophilus nodulifer
Molophilus nodulifer är en tvåvingeart som beskrevs av Evgenyi Nikolayevich Savchenko 1978. Molophilus nodulifer ingår i släktet Molophilus och familjen småharkrankar. Inga underarter finns listade i Catalogue of Life.